# Gruppo degli anfiboli calcici
Il gruppo degli anfiboli calcici è un gruppo di minerali facente parte del supergruppo dell'anfibolo
- Actinolite
- Alumino-ferrotschermakite
- Alumino-magnesiosadanagaite
- Aluminotschermakite
- Chloro-potassichastingsite
- Chloro-potassicpargasite
- Chromio-pargasite
- Edenite
- Ferri-ferrotschermakite
- Ferritschermakite
- Ferro-actinolite
- Ferro-edenite
- Ferro-hornblende
- Ferrokaersutite
- Ferropargasite
- Ferrotschermakite
- Ferrocannilloite
- Fluorocannilloite
- Fluoro-edenite
- Fluoro-magnesiohastingsite
- Fluoropargasite
- Fluoro-potassichastingsite
- Hastingsite
- Joesmithite
- Kaersutite
- Magnesiohastingsite
- Magnesio-hornblende
- Magnesiosadanagaite
- Pargasite
- Parvo-mangano-edenite
- Parvo-manganotremolite
- potassic-aluminosadanagaite
- Potassic-ferrisadanagaite
- Potassic-ferropargasite
- Potassic-hastingsite
- Potassic-magnesiohastingsite
- Potassic-magnesiosadanagaite
- Potassicpargasite
- Potassicsadanagaite
- Sadanagaite
- Tremolite
- Tschermakite